# Hugo von Floreffe
Hugo von Floreffe war ein mittellateinischer Autor und Prämonstratensermönch, der um 1228 in Floreffe (bei Namur) wirkte.

## Leben und Werk
Hugo von Floreffe (lateinisch: Hugo Floreffiensis, auch: Floreffensis, französisch: Hugues de Floreffe, englisch: Hugh of Floreffe) war Mönch in der Prämonstratenserabtei von Floreffe im heutigen Belgien. Im Auftrag des von 1220 bis 1239 amtierenden Abtes Jean de Hoioul, verfasste er in mittellateinischer Sprache die Vita der seligen Jutta von Huy, die in jüngster Zeit ins Englische und Französische übersetzt und neu herausgegeben wurde.

## Ausgaben
- De B. Vita Ivetta sive Iutta, vidua reclusa, Hui in Belgio, in: Acta Sanctorum. Januar. Band 1, 13. Januar, Paris 1867, 863–887 (lateinisch)
- The life of Yvette of Huy, ins Englische übersetzt von Jo Ann McNamara, Toronto 1999  (englisch)
  - Living saints of the thirteenth century. The lives of Yvette, anchoress of Huy, Juliana of Cornillon, author of the Corpus Christi feast, and Margaret the Lame, anchoress of Magdeburg, Turnhout 2011 (englisch)
- Vita Ivettae De Hoyo. Vie de Juette de Huy, übersetzt und hrsg. von Paul Verdeyen SJ, in: Analecta Cisterciensia 64, 2014, S. 136–311 (lateinisch und französisch)